# Paide Linnameeskond
Il Paide Linnameeskond (in italiano Squadra della città di Paide), noto più semplicemente come Paide, è una società calcistica estone con sede nella città di Paide. Milita nella Meistriliiga, la massima divisione del campionato nazionale.
Il suo palmarès conta una Eesti Karikas (Coppa d'Estonia) e una Eesti Superkarikas (Supercoppa d'Estonia), vinte rispettivamente nel 2022 e 2023.

## Storia
Nel 2004 prende parte al campionato di IV Liiga col nome di Flora Paide e conclude la stagione al sesto posto; l'anno successivo ottiene la promozione in III Liiga.
Da quell'anno iniziò la scalata della squadra ai livelli più alti del calcio estone: in tre anni conseguì tre promozioni consecutive in II Liiga, in Esiliiga e in Meistriliiga, quest'ultima raggiunta nel finale della stagione 2008 con la vittoria allo spareggio sul Vaprus Pärnu.
Esordiente in Meistriliiga nel 2009 con la nuova denominazione Paide Linnameeskond, la squadra ha sempre mantenuto la categoria negli anni successivi, cogliendo come miglior risultato il 5º posto nella stagione 2013.
Nella coppa estone 2014-15 ha raggiunto la finale, dove ha perso contro il Kalju Nõmme per 2-0. Nell'edizione successiva, nonostante l'eliminazione al terzo turno, ebbe risalto per la vittoria 31-0 contro gli amatori del Raudtetöölised.
Dalla stagione 2017, la classica maglia a strisce rosso-blu viene sostituita da un'inedita divisa a strisce blu scuro-blu. In campionato si classifica in 6ª posizione, mentre nell'anno successivo giunge 5º in classifica con 51 punti, dietro al Trans Narva e davanti al Tammeka Tartu.
Nel corso del campionato 2019 è l'unica squadra a tenere il passo di Flora Tallinn, Levadia Tallinn e Kalju Nõmme; infine arriva al 4º posto con 74 punti, segnando i propri record di miglior piazzamento in Meistriliiga e maggior numero di punti. Ottiene dunque la prima storica qualificazione all'Europa League, dove esordisce contro lo Zalgiris Vilnius; il turno si disputa in partita secca (in Lituania) che il Paide perde 2-0.
Nella Meistriliiga 2020, sospesa e ripartita a maggio a causa della pandemia di COVID-19, è lunga lotta per il secondo posto tra Paide, Levadia e Kalju, alle spalle del Flora avviato verso il titolo. Nel finale di stagione il Paide riesce a distanziare i diretti avversari e a concludere in seconda posizione con 70 punti, migliorando ulteriormente il piazzamento del 2019.
Il secondo posto qualifica il Paide alla finale di Supercoppa d'Estonia, persa 1-0 contro il Flora Tallinn, e in Conference League 2021-22, dove esce al primo turno contro lo Śląsk Breslavia. In campionato conduce la classifica tra la settima e l'undicesima giornata, poi viene distanziato da Levadia e Flora, ottenendo infine il terzo posto.
Nel 2022 vince per la prima volta la Coppa d'Estonia, battendo in finale il Kalju Nõmme per 1-0 ai tempi supplementari. Sempre nello stesso anno partecipa di nuovo alla Conference League dove supera il primo e il secondo turno battendo Dinamo Tbilisi e Ararat-Armenia; esce poi al terzo turno contro l'Anderlecht. In campionato lotta ancora contro il Kalju per il terzo posto per gran parte della stagione; infine l'arrivo è a pari punti, ma il Paide si classifica terzo per gli scontri diretti a favore.
Nel 2023 vince anche la Supercoppa d'Estonia contro il Flora Tallinn, prevalendo per 3-2. In Conference League è sconfitto al primo turno dai faroesi del B36 Tórshavn. In Meistriliiga parte a rilento e si ritrova a inseguire Kalev Tallinn, Kalju Nõmme e Vaprus Pärnu per la terza posizione. Nella seconda metà di stagione rimonta gli avversari e si issa al terzo posto, ma lo perde all'ultima giornata quando, pareggiando contro il Levadia, viene raggiunto dal Kalev Tallinn che lo precede per gli scontri diretti a favore, facendo scivolare il Paide al quarto posto finale.
In Meistriliiga 2024 si ritrova in lotta contro Kalju Nõmme e Flora Tallinn per il secondo posto. A fine stagione termina in terza posizione a pari punti col Kalju (72) ma svantaggiato dai risultati negli scontri diretti. In Coppa nazionale è sconfitto in finale dal Levadia Tallinn per 4-2.

## Palmarès

### Competizioni nazionali
- Coppa d'Estonia: 1

2021-2022
- Supercoppa d'Estonia: 1

2023
- II Liiga: 1

2007 (girone Sud/Ovest)
- III Liiga: 1

2006 (girone Sud)

### Altri piazzamenti
- Campionato estone:

Secondo posto: 2020
Terzo posto: 2021, 2022, 2024
- Coppa di Estonia:

Finalista: 2014-2015, 2023-2024
Semifinalista: 2011-2012, 2016-2017
- Supercoppa di Estonia:

Finalista: 2021

## Statistiche

### Partecipazione ai campionati
| Livello | Categoria    | Partecipazioni | Debutto | Ultima stagione | Totale |
| ------- | ------------ | -------------- | ------- | --------------- | ------ |
| 1º      | Meistriliiga | 17             | 2009    | 2025            | 17     |
| 2º      | Esiliiga     | 1              | 2008    | 2008            | 1      |
| 3º      | II Liiga     | 1              | 2007    | 2007            | 1      |
| 4º      | III Liiga    | 1              | 2006    | 2006            | 1      |
| 5º      | IV Liiga     | 2              | 2004    | 2005            | 2      |

### Coppe europee
Il Paide conta 5 partecipazioni alle coppe europee:
- 1 in Europa League (stagione 2020-2021).
  - Miglior risultato: primo turno di qualificazione.
- 4 in Conference League (esordio nella stagione 2021-2022, ultima partecipazione nella stagione 2024-2025).
  - Miglior risultato: terzo turno di qualificazione (2022-23 e 2024-25).

| Competizione               | G  | V | P | S | GF | GS |
| -------------------------- | -- | - | - | - | -- | -- |
| Coppa UEFA / Europa League | 1  | 0 | 0 | 1 | 0  | 2  |
| Conference League          | 16 | 3 | 5 | 8 | 15 | 26 |
| Totale                     | 17 | 3 | 5 | 9 | 15 | 28 |

## Organico

### Rosa 2025
Aggiornata al 15 giugno 2025.
| N. |                    | Ruolo | Calciatore       |
| -- | ------------------ | ----- | ---------------- |
| 2  | Estonia (bandiera) | D     | Michael Lilander |
| 5  | Estonia (bandiera) | C     | Gerdo Juhkam     |
| 6  | Nigeria (bandiera) | C     | Luqman Gilmore   |
| 7  | Gambia (bandiera)  | A     | Pa Assan Corr    |
| 8  | Estonia (bandiera) | A     | Henrik Ojamaa    |
| 9  | Estonia (bandiera) | A     | Sten Reinkort    |
| 10 | Estonia (bandiera) | C     | Martin Miller    |
| 11 | Senegal (bandiera) | A     | Mechini Gomis    |
| 12 | Estonia (bandiera) | P     | Marko Meerits    |
| 14 | Estonia (bandiera) | D     | Robi Saarma      |
| 15 | Estonia (bandiera) | C     | Hindrek Ojamaa   |
| 19 | Estonia (bandiera) | A     | Siim Luts        |
| 20 | Gambia (bandiera)  | A     | Muhammed Suso    |

| N. |                                 | Ruolo | Calciatore           |
| -- | ------------------------------- | ----- | -------------------- |
| 22 | Estonia (bandiera)              | C     | Sander Soo           |
| 23 | Serbia (bandiera)               | D     | Milan Delević        |
| 25 | Senegal (bandiera)              | D     | Mouhamed Gueye       |
| 26 | Estonia (bandiera)              | A     | Rafael Luts          |
| 27 | Estonia (bandiera)              | D     | Nikita Baranov       |
| 28 | Estonia (bandiera)              | C     | Oskar Hõim           |
| 29 | Estonia (bandiera)              | D     | Joseph Saliste       |
| 30 | Gambia (bandiera)               | A     | Abdourahman Badamosi |
| 32 | Estonia (bandiera)              | C     | Kert Kiik            |
| 44 | Bosnia ed Erzegovina (bandiera) | D     | Dražen Dubačkić      |
| 70 | Estonia (bandiera)              | P     | Rando Isakar         |
| 77 | Estonia (bandiera)              | C     | Daniel Luts          |
| 99 | Gambia (bandiera)               | P     | Ebrima Jarju         |